# Segovci
Segovci este o localitate din comuna Apače, Slovenia, cu o populație de 311 locuitori.